# Країни Великої Британії
Держава Велика Британія складається з чотирьох історичних провінцій (англійською — «countries», тобто «країни»): Англія, Шотландія, Уельс і Північна Ірландія.
Кожна країна Сполученого Королівства має свою власну систему адміністративного та географічного поділу, яка часто походить ще з часів до появи держави Велика Британія.
Три з чотирьох історичних провінцій (крім Англії) володіють значним ступенем автономії.

## Ключові факти
| Назва             | Прапор | Площа (км²) | Населення (2011) | Столиця  | Автономний законодавчий орган | Правова система                                      |
| ----------------- | ------ | ----------- | ---------------- | -------- | ----------------------------- | ---------------------------------------------------- |
| Англія            |        | 130,395     | 53 012 456       | Лондон   |                               | Англійське право                                     |
| Шотландія         |        | 78,772      | 5 295 400        | Единбург | Парламент Шотландії           | Право Шотландії                                      |
| Уельс             |        | 20,779      | 3 063 456        | Кардіфф  | Національна асамблея Уельсу   | Англійське право та Вторинне Законодавство Уельсу    |
| Північна Ірландія |        | 13,843      | 1 810 863        | Белфаст  | Асамблея Північної Ірландії   | Північноірландське право і Ірландське земельне право |
| Велика Британія   |        | 243,789     | 63 182 175       | Лондон   |                               |                                                      |